# Hôtel des Neuchâtelois

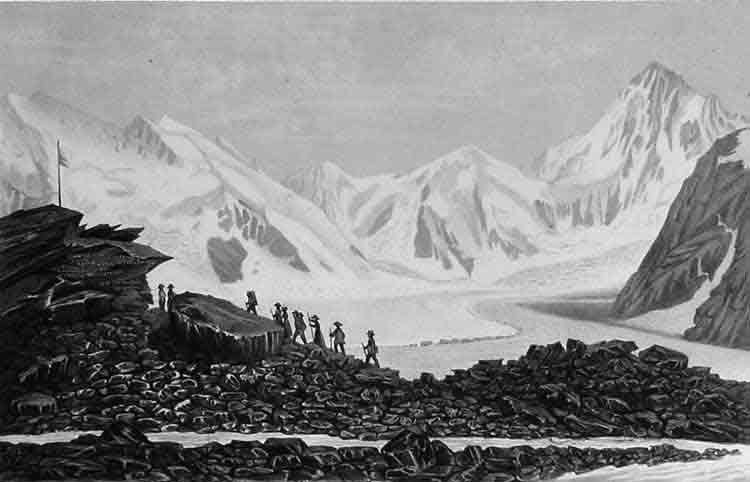
Hôtel des Neuchâtelois, 1840, op de middenmorene van de Lauteraar- en Finsteraargletsjer. In de negentiende eeuw raakte het Hôtel op de middenmorene van de Unteraargletsjer al vroeg in verval. Nadien is Hôtel des Neuchâtelois vervangen door de Lauteraar Hütte een berghut langs de Unteraargletsjer.

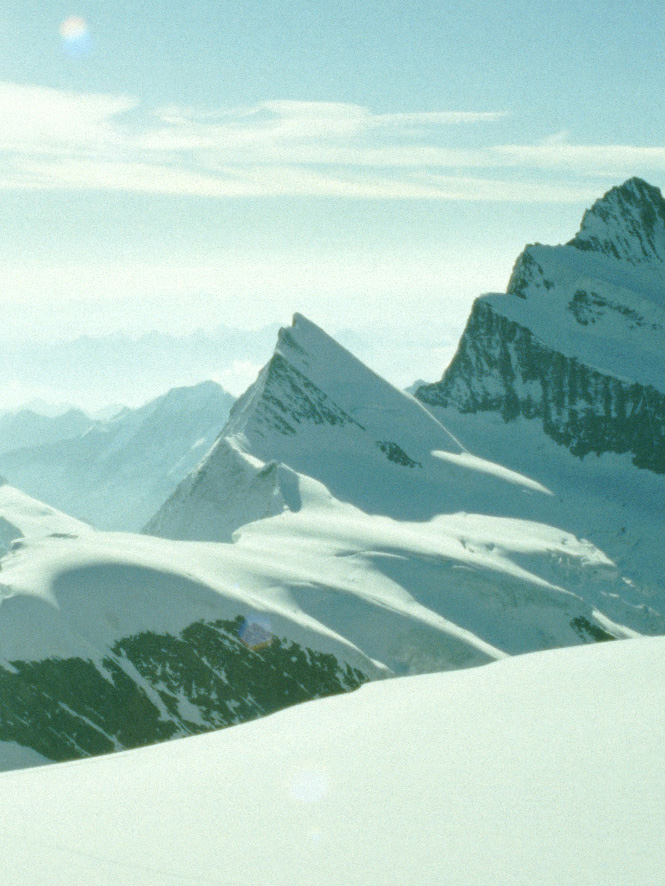
Agassizhorn in het midden, rechts de Finsteraarhorn

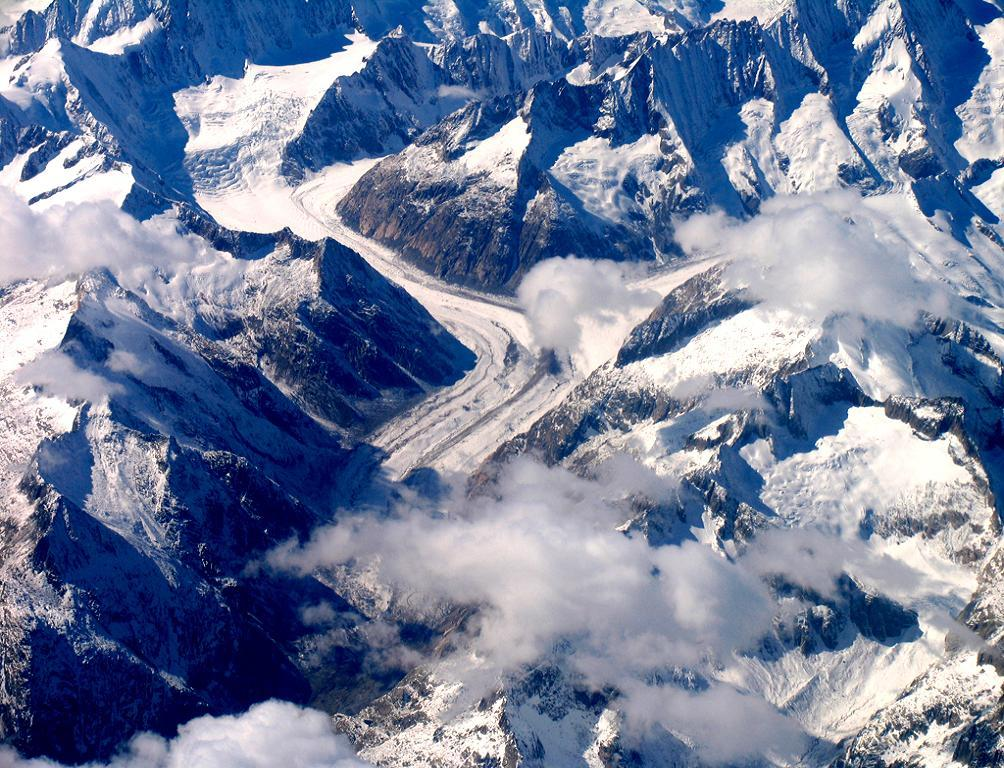
De zes kilometer lange middenmorene van de Unteraargletscher, (luchtfoto)

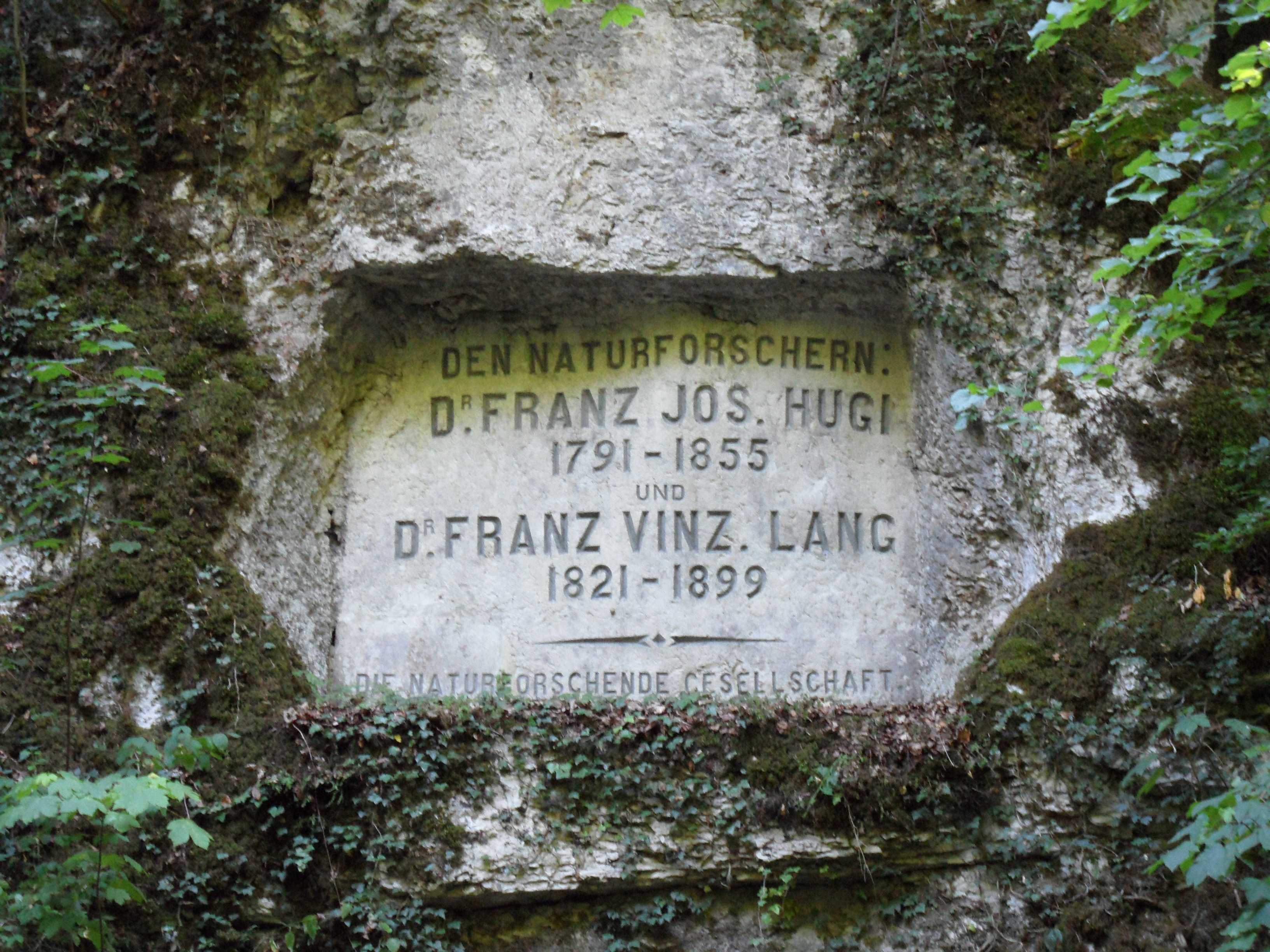
Gedenkplaat van Franz Joseph Hugi

Hôtel des Neuchâtelois is een voormalig gletsjerstation uit het jaar 1840 in het Zwitserse kanton Bern op een hoogte van ongeveer 2.400 meter in het Berner Oberland. Het was het eerste permanente gletsjerstation en was gebouwd op de middenmorene van de Unteraargletsjer. Het gletsjerstation, een eenvoudige stenen hut met keuken ingericht voor zes man, was vanuit het gehucht Gletsch op een hoogte van circa 1.750 meter goed te bereiken. De bevoorrading vond plaats vanuit het oude tussenstation Grimselhospiz, dat men had ingericht als laboratorium. Het gletsjerstation kwam na jaren voor veldonderzoek in gebruik te zijn geweest, 1840-1845, op de middenmorene al vroeg in verval.

## Historische achtergrond
In de zomer van het jaar 1840 liet Louis Agassiz onder een overhangende rots op de middenmorene van de Lauteraargletsjer en Finsteraargletsjer, na samenkomst de Unteraargletsjer genoemd, een permanent gletsjerstation inrichten voor veldonderzoek naar de ijsmechanica van gletsjers. Agassiz startte kort daarop aan de Unteraargletsjer het oudste gletsjerwetenschappelijk veldwerk. In het basiskamp legde hij de laatste hand aan zijn eerste boek Études sur les glaciers, 1840, waarin hij nog de eerste gegevens kon verwerken van het onderzoek aan de Unteraargletsjer.
Hôtel des Neuchâtelois werd in Europa een plaats waar wetenschappers naartoe trokken. Uit talrijke landen kwamen geologen naar Hôtel des Neuchâtelois om de bewijsvoering van de gletsjertheorie dat de gletsjer beweegt met eigen ogen te aanschouwen. De bekendste was William Buckland een hoogleraar in de geologie van de universiteit van Oxford. In 1838 en 1840 reisde Buckland naar Zwitserland om Agassiz te bezoeken. Agassiz kon hem van de gletsjertheorie, dat de gletsjer beweegt, overtuigen en begon vanuit Hôtel des Neuchâtelois, terwijl zijn idee in Europa ingang begon te krijgen, met het bewijsvoerende veldonderzoek aan de Unteraargletsjer.

##### Voorheen
De overhangende rots op de middenmorene had in de jaren 1827 tot 1831 als schuilplaats gediend voor de natuuronderzoeker Franz Joseph Hugi. De in Nederland bekende Zwitserse kunstschilder Caspar Wolf bemerkte en schilderde de overhangende rots reeds het jaar 1776 met als titel: The Mountains at Lauteraar. De rots verdween uiteindelijk aan de voet van de gletsjer in de Grimselsee.